# Слуґоцинек
Слуґоцинек (пол. Sługocinek) — село в Польщі, у гміні Ґоліна Конінського повіту Великопольського воєводства.
Населення — 242 особи (2011).
У 1975—1998 роках село належало до Конінського воєводства.

## Демографія
Демографічна структура станом на 31 березня 2011 року:
|          | Загалом | Допрацездатний вік | Працездатний вік | Постпрацездатний вік |
| -------- | ------- | ------------------ | ---------------- | -------------------- |
| Чоловіки | 125     | 36                 | 73               | 16                   |
| Жінки    | 117     | 22                 | 66               | 29                   |
| Разом    | 242     | 58                 | 139              | 45                   |